# Holmosågen
Holmosågen var en småindustri längs Galvån i Röste, Bollnäs kommun i Hälsingland. Både sågverk och vattenkraftverk har funnits på platsen. Ett 80-tal personer arbetade på sågen under 1920-talet. Sågen var verksam mellan 1880-talet och 1970-talet. Ett antal bostadshus och delar av sågverksbyggnaderna finns kvar på platsen.